# نجابولو مانكانا
نجابولو مانكانا (بالإنجليزية: Njabulo Manqana)‏ (26 أغسطس 1986 بديربان في جنوب أفريقيا - ) هو لاعب كرة قدم جنوب أفريقي في مركز الوسط. لعب مع أورلاندو بيراتس ولمونتفيل غولدن أروز ‏ ونادي أمازولو.